# Erysimum cretaceum
Erysimum cretaceum là một loài thực vật có hoa trong họ Cải. Loài này được (Trautv.) Schmalh. mô tả khoa học đầu tiên năm 1895.